# カンザス時間
カンザス時間（カンザスじかん）ではカンザス州で使用されている時間帯について記す。カンザス州では2つのタイムゾーンが使用され、州の大部分は中部時間を使用している。コロラド州に隣接するシャーマン郡、ウォレス郡、グリーリー郡、ハミルトン郡の4郡は山岳部時間を使用している。カーニー郡も郡庁所在地レイキンを含む西半分で山岳部時間を使用していたが、1990年10月28日にカンザス州運輸省によって郡全体が中部時間へ移行された。
シャイアン郡はコロラド州とネブラスカ州に隣接するものの中部時間に属しているため、三方で山岳部時間へ移動できる珍しい郡となっている。シャイアン郡に隣接する同じ時間帯の郡は東隣に位置するローリンズ郡のみである。なお、州全域で夏時間を実施している。

## tz database
IANAのtz databaseには、カンザス州の標準時は下記のように含まれている。
| 国名コード | 座標            | タイムゾーン | コメント                     | 標準時 | 夏時間 | 備考 |
| ---------- | --------------- | ------------ | ---------------------------- | ------ | ------ | ---- |
| US         | +415100−0873900 | シカゴ       | 中部時間（ほとんどの地域）   | −06:00 | −05:00 |      |
| US         | +394421−1045903 | デンバー     | 山岳部時間（ほとんどの地域） | −07:00 | −06:00 |      |